# 석명선 (1870년)
석명선(石明瑄, 일본식 이름: 石川明瑄이시카와 메이센, 1870년 음력 3월 ~ ?)은 대한제국과 일제강점기의 관료이며, 조선총독부 중추원 참의도 지냈다.

## 생애
강원도 강릉군 출신으로 어릴 때 한문을 수학했다. 1884년에 내부 주사를 지내는 등 대한제국의 관료로 근무하였고, 1906년에는 군수로 임명되어 한일 병합 조약 체결 시점까지 재직 중이었다.
1910년에 한일 병합 조약이 체결되면서 조선총독부 체제가 수립되었을 때 그대로 총독부 군수로 남았다. 강원도 강릉군과 인제군, 영월군, 철원군, 횡성군 군수를 차례로 역임하였다.
1926년에는 강원도 참여관에 임명되어 승진하였다. 1933년에 퇴직한 뒤 곧바로 중추원 참의가 되었다. 이때 정5위 훈5등에 서위되어 있었다.
1920년대부터 국민협회에 참여하는 등 여러 친일 단체에서 활동했다. 동민회와 구일회에 가담하였고, 중일 전쟁 발발 후에는 석명선의 부인이 애국금차회에 발기인으로 참여했다.
2002년 발표된 친일파 708인 명단의 중추원과 도 참여관 부문, 2008년 공개된 민족문제연구소의 친일인명사전 수록예정자 명단의 중추원과 관료 부문, 2009년 친일반민족행위진상규명위원회가 발표한 친일반민족행위 705인 명단에 포함되었다.

## 같이 보기
- 조선총독부 중추원
- 국민협회

## 참고자료
- 석명선(石明瑄) - 국사편찬위원회